# 바람에 휘날리는 나무
《바람에 휘날리는 나무》(영어: A Wind-Beaten Tree) 또는 《바람에 휩쓸린 나무》(영어: A Windswept Tree)는 빈센트 반 고흐가 1883년 8월에 그린 유화이다. 이 그림은 고흐가 그림을 그리기 시작한지 얼마 되지 않았을 때 헤이그에 거주하는 동안 그려졌다. 이 작품은 1997년 취리히의 개인 소장품에서 도난당한 뒤 아직 반환되지 못했다.